# Olpe
Olpe je město v Německu ve spolkové zemi Severní Porýní-Vestfálsko.

## Historie
První archeologické nálezy v oblasti Olpe pocházejí přibližně z roku 900: střepy a struska (z těžby a zpracování železa) v opuštěném centru Kimickerbergu. První písemná zmínka o městě pochází z roku 1220. V roce 1311 mu kolínský arcibiskup-volič hrabě Heinrich II. z Virneburgu udělil městská práva a status města. Historie také zaznamenává důkazy o soudních procesech s čarodějnicemi v letech 1587 až 1697.

## Kultura a památky
Kultura hraje v městě důležitou roli. V programech se pravidelně objevují koncerty všeho druhu, divadelní hry, muzikály, kabaretní vystoupení, výstavy a další akce.
Od roku 1997 se „Sdružení pro rozvoj městského muzea v Olpe“ snaží vytvořit místní muzeum. Vzhledem k obtížné finanční situaci města to však dosud nebylo možné realizovat. Cílem sdružení je však stále otevřít muzeum.
Na seznamu městských památek je celkem 73 budov, mezi nimi kostely, fary a kaple, ale také domy.

## Ekonomika a infrastruktura
Základem, na kterém byly v Olpe postaveny slévárny železa, hutě, kovářství a koželužny, bylo bohatství lesa, rudy a vody. Existují důkazy o těžbě mědi od poloviny 16. století. Vedle mnoha dalších malých jam v Olpe byl největší důl Grube Rhonard. Vedle mědi se těžila také železná ruda. Kromě toho byly také malé výnosy stříbra, rtuťového kamene a rumělky.
Již v roce 1567 tu existoval cech kovářů. Kováři se postupně soustředili hlavně na výrobu plechu.
Existuje mnoho podniků v oblasti řemesel, obchodu, služeb a turismu. Olpe má také řadu míst, kde se lidé mohou zapojit do sportovních aktivit. Je tu jedenáct tělocvičen, devět tenisových kurtů a deset fotbalových hřišť. Olpe je rodištěm profesionálního fotbalisty Markuse Obermeiera.

## Partnerská města
- Gif-sur-Yvette, Francie